# Ragnhild Elin Aas
Ragnhild Elin Aas (* 3. April 1974) ist eine ehemalige norwegische Fußballspielerin.

## Verein
Aas kam 2001 aus Norwegen von Sogndal Fotball zum Meister KÍ Klaksvík und debütierte dort am dritten Spieltag der ersten Liga beim 1:0-Heimsieg gegen B68 Toftir. In ihrer ersten Saison bestritt sie fünf Spiele und traf dabei zwölfmal. Am Saisonende konnte der Titel an der Seite von Rannvá Biskopstø Andreasen, Malena Josephsen, Annelisa Justesen, Bára Skaale Klakstein und Ragna Biskopstø Patawary gefeiert werden. 2002 bestritt sie noch ein Spiel im Pokal und verließ den Verein dann mit einem nicht bekannten Ziel.

### Europapokal
Für KÍ Klaksvík wurde sie 2000/01 in der Vorrunde des UEFA Women’s Cup bei allen drei Spielen eingesetzt, ein Tor gelang ihr dabei nicht. Ihr Debüt gab sie beim 2:1-Sieg gegen USC Landhaus Wien.

## Erfolge
- 1× Färöischer Meister: 2001
- 1× Färöischer Pokalsieger: 2002